# Turqueville
Turqueville est une commune française, située dans le département de la Manche en région Normandie, peuplée de 127 habitants.

## Géographie
| Sainte-Mère-Église | Beuzeville-au-Plain, Saint-Germain-de-Varreville | Saint-Martin-de-Varreville        |
| Écoquenéauville    | Turqueville                                      | Audouville-la-Hubert              |
| Écoquenéauville    | Sébeville, Boutteville                           | Sainte-Marie-du-Mont, Boutteville |

### Hydrographie
La commune est située dans le bassin Seine-Normandie. Elle est drainée par la Grande Crique, le Grand Fossé, le fossé 01 de la commune de Turqueville et le fossé 01 du Hameau des Prés,,.
La Grande Crique, d'une longueur de 14 km, prend sa source dans la commune de Sébeville et se jette  dans la baie de Seine à Sainte-Marie-du-Mont, après avoir traversé cinq communes. 

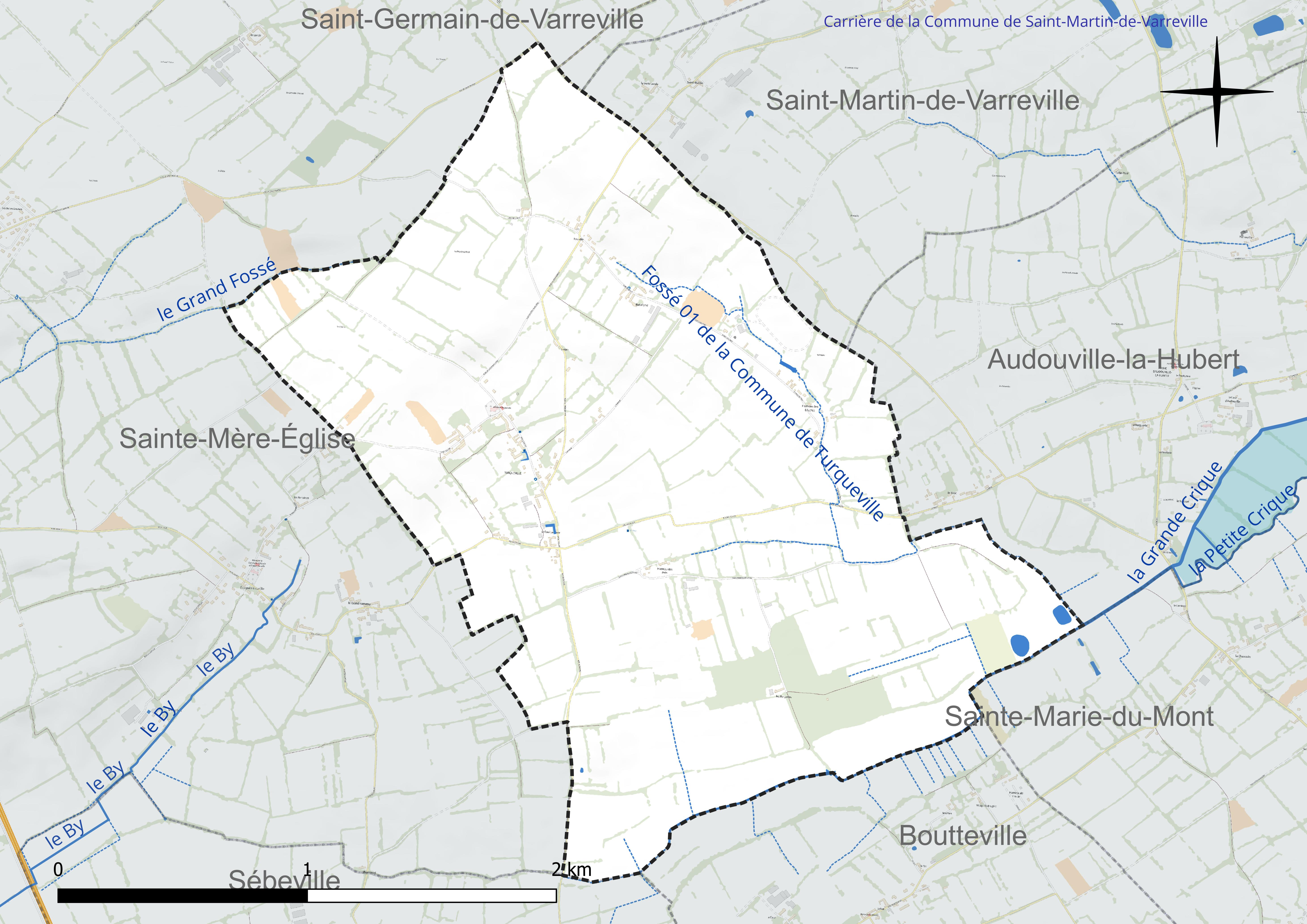
Réseau hydrographique de Turqueville.

### Climat
Pour des articles plus généraux, voir Climat de la Normandie et Climat de la Manche.
En 2010, le climat de la commune est de type climat océanique franc, selon une étude du CNRS s'appuyant sur une série de données couvrant la période 1971-2000. En 2020, Météo-France publie une typologie des climats de la France métropolitaine dans laquelle la commune est exposée à un climat océanique et est dans la région climatique  Normandie (Cotentin, Orne), caractérisée par une pluviométrie relativement élevée (850 mm/a) et un été frais (15,5 °C) et venté. Parallèlement le GIEC normand, un groupe régional d’experts sur le climat, différencie quant à lui, dans une étude de 2020, trois grands types de climats pour la région Normandie, nuancés à une échelle plus fine par les facteurs géographiques locaux. La commune est, selon ce zonage, exposée à un « climat maritime », correspondant au Cotentin et à l'ouest du département de la Manche, frais, humide et pluvieux, où les contrastes pluviométrique et thermique sont parfois très prononcés en quelques kilomètres quand le relief est marqué.
Pour la période 1971-2000, la température annuelle moyenne est de 11,3 °C, avec une amplitude thermique annuelle de 10,8 °C. Le cumul annuel moyen de précipitations est de 646 mm, avec 12,8 jours de précipitations en janvier et 6,9 jours en juillet. Pour la période 1991-2020, la température moyenne annuelle observée sur la station météorologique la plus proche, située sur la commune de Sainte-Marie-du-Mont à 5 km à vol d'oiseau, est de 11,6 °C et le cumul annuel moyen de précipitations est de 890,0 mm,. Pour l'avenir, les paramètres climatiques de la commune estimés pour 2050 selon différents scénarios d’émission de gaz à effet de serre sont consultables sur un site dédié publié par Météo-France en novembre 2022.

## Urbanisme

### Typologie
Au 1er janvier 2024, Turqueville est catégorisée commune rurale à habitat très dispersé, selon la nouvelle grille communale de densité à sept niveaux définie par l'Insee en 2022.
Elle est située hors unité urbaine et hors attraction des villes,.

### Occupation des sols
L'occupation des sols de la commune, telle qu'elle ressort de la base de données européenne d’occupation biophysique des sols Corine Land Cover (CLC), est marquée par l'importance des territoires agricoles (100 % en 2018), une proportion identique à celle de 1990 (100 %). La répartition détaillée en 2018 est la suivante : prairies (34,2 %), zones agricoles hétérogènes (33 %), terres arables (32,8 %). L'évolution de l’occupation des sols de la commune et de ses infrastructures peut être observée sur les différentes représentations cartographiques du territoire : la carte de Cassini (XVIIIe siècle), la carte d'état-major (1820-1866) et les cartes ou photos aériennes de l'IGN pour la période actuelle (1950 à aujourd'hui).

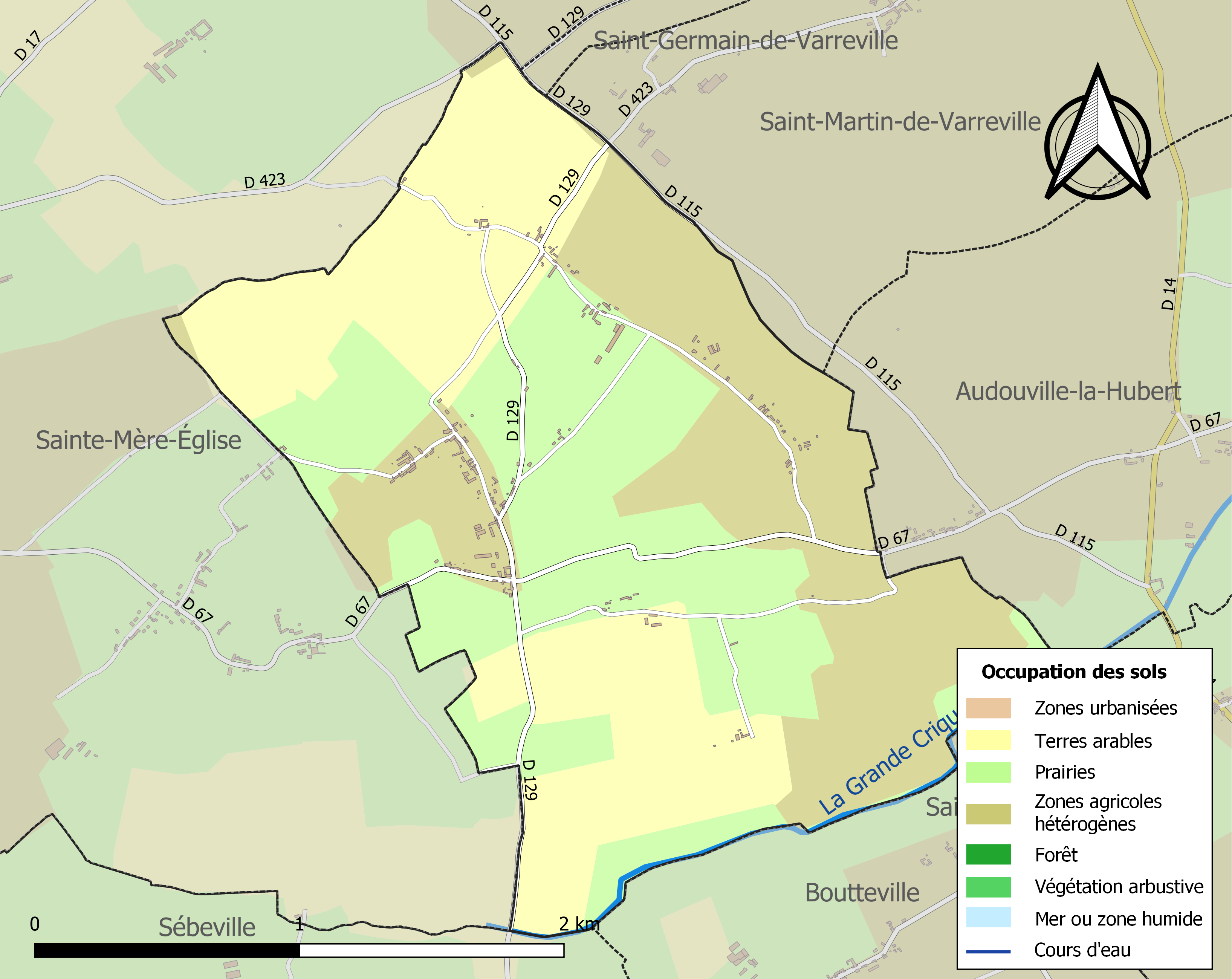
Carte des infrastructures et de l'occupation des sols de la commune en 2018 (CLC).

## Toponymie
Le nom de la localité est attesté sous les formes Torclevilla en 1158, vers 1180, en 1310 ; Tourcleville en 1421 ; Turqueville au Plain en 1598.
La forme moderne Turqueville n'est pas antérieure au XVIe siècle. D'après les formes anciennes, il ne s'agit pas d'un homonyme de Turcaville, hameau de Bolleville, attesté sous la forme Sturgarvilla en 1048.
C'est un toponyme médiéval formé vers le Xe – XIe siècle et basé sur l'ancien français vile « domaine rural » (d'où vilain « paysan médiéval » ; vil(l)e prend ensuite le sens de « village » et finalement de « ville » en moyen français). La forme latinisée villa se réfère à l'origine latine de l'étymon gallo-roman VILLA « grand domaine rural ». Il remonte lui-même au latin villa rustica « domaine rural » par opposition à villa urbana, dont le sens s'est perdu en gallo-roman (cf. italien villa > français villa, emprunt à l'italien).
Le premier élément Turque- est un nom de personne comme dans la plupart des cas et généralement scandinave ou anglo-scandinave en Normandie. François de Beaurepaire identifie un Thorketill (comprendre Þórkætill ou Þorketill), nom de personne norrois qui se perpétue dans les patronymes normands Turquetil, Teurquetil, Turquety, Teurquetille, Truptil, etc. et que l'on retrouve dans les toponymes de la Manche Teurthéville-Hague (Torquetevilla XIIe siècle) et Teurthéville-Bocage (Torquetelvilla 1180 - 1182). En revanche, Albert Dauzat emprunte à Jean Adigard des Gautries l'hypothèse d'une forme contractée Thorkell (comprendre Þórkæll ou Þorkell), ce qui est plus conforme à la nature des formes anciennes, puisque même au XIIe siècle, elles devraient conserver la trace d'un [t], ce qui est toujours le cas pour tous les noms de lieux qui contiennent un anthroponymes en -kætill / -ketill (ex : Teurthéville, ci-dessus ; Anctoville ; Ancretteville ; Quetteville; etc.).
Le gentilé est Turquevillais.

## Histoire
Le village relevait des abbayes de Montebourg et de Sainte-croix.
La commune a fusionné brièvement avec Sébeville et Écoquenéauville pour former la commune de Criqueville-au-Plain le 1er janvier 1973 (arrêté du 27 décembre 1972), avant de reprendre son indépendance — tout comme les communes associées — le 1er janvier 1980 (arrêté du 12 décembre 1979).

## Politique et administration

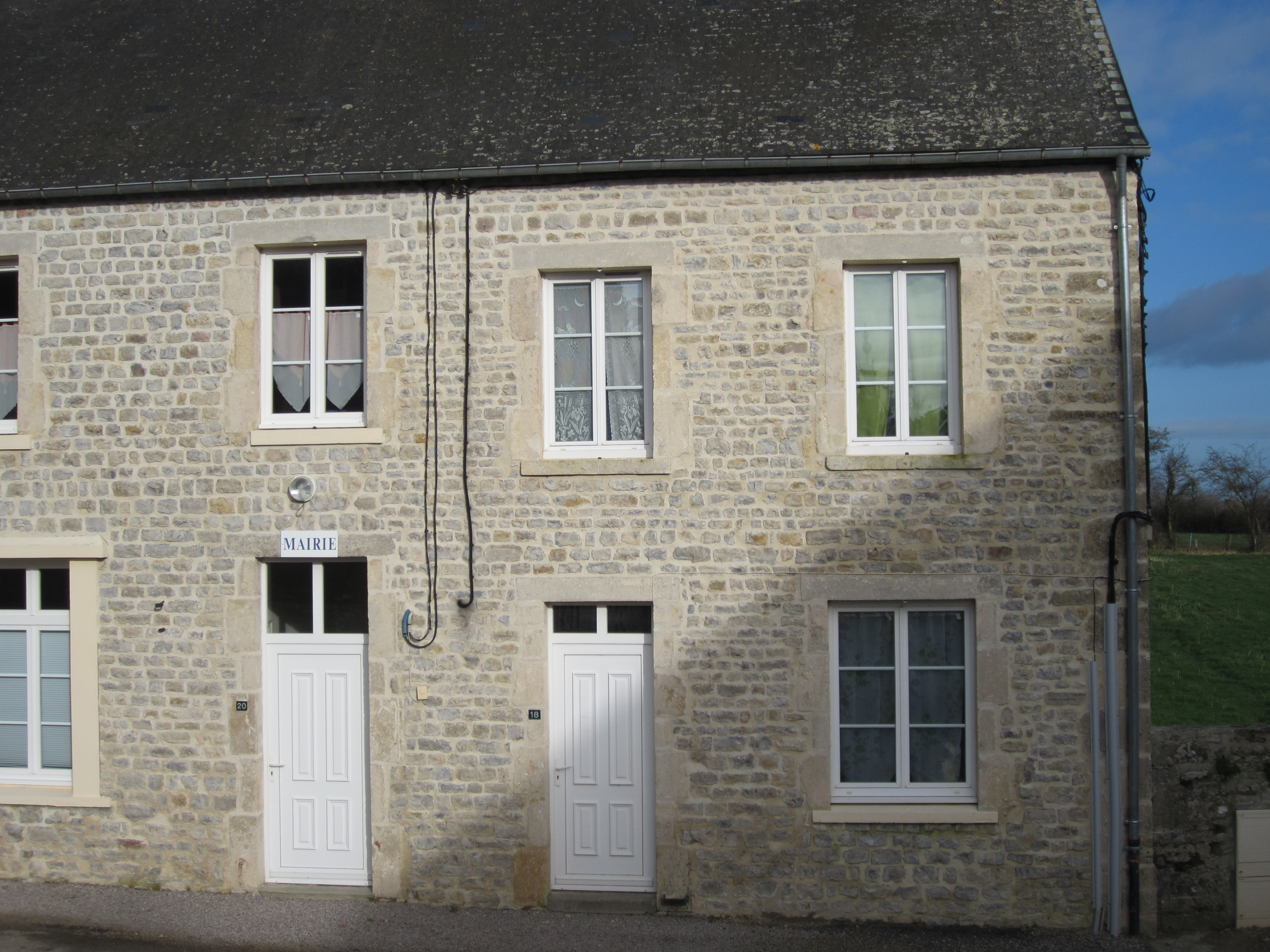
La mairie.

| Période                                                                                     | Période   | Identité                         | Étiquette                        | Qualité                             |
| ------------------------------------------------------------------------------------------- | --------- | -------------------------------- | -------------------------------- | ----------------------------------- |
|                                                                                             | 1792…     | Jean Louis Lebrun                |                                  |                                     |
| …1794                                                                                       | 1795      | Jean Hubert                      |                                  |                                     |
| 1795                                                                                        | 1796      | Denis Adrien Delestre            |                                  |                                     |
| 1796                                                                                        | 1797      | Joseph Le Conte                  |                                  |                                     |
| 1797                                                                                        | 1800      | Jean Hubert                      |                                  |                                     |
| 1800                                                                                        | 1815      | Joseph Le Conte                  |                                  |                                     |
| 1816                                                                                        | 1821      | Jean Godefroy                    |                                  |                                     |
| 1822                                                                                        | 1848      | Jean Duval-Lemonnier             |                                  | Propriétaire                        |
| 1848                                                                                        | 1851      | Victor Duval-Lemonnier           |                                  | Propriétaire                        |
| 1852                                                                                        | 1854      | Jean Duval-Lemonnier             |                                  | Propriétaire                        |
| 1854                                                                                        | 1858      | Paul Allain                      |                                  |                                     |
| 1859                                                                                        | 1876      | Michel Maillard                  |                                  |                                     |
| 1876                                                                                        | 1884      | Jules Le Masson                  |                                  |                                     |
| 1884                                                                                        | 1891      | Hippolyte Duval-Lemonnier        |                                  | Éleveur                             |
| 1891                                                                                        | 1892      | Jacques Paulin Menant            |                                  |                                     |
| 1892                                                                                        | 1900      | Céran Maillard                   |                                  | Éleveur                             |
| 1900                                                                                        | 1907      | Bernard Roumy                    |                                  |                                     |
| 1908                                                                                        | 1915      | Céran Maillard                   |                                  | Éleveur                             |
| 1915                                                                                        | 1932      | Bernard Roumy                    |                                  |                                     |
| 1933                                                                                        | 1938      | Charles Duvernois                |                                  |                                     |
| 1939                                                                                        | 1953      | Jacques Lerévérend               |                                  |                                     |
| 1953                                                                                        | 1973      | Jean Noël                        |                                  |                                     |
| 1973                                                                                        | 1979      | Fusion dans Criqueville-au-Plain | Fusion dans Criqueville-au-Plain | Fusion dans Criqueville-au-Plain    |
| 1980                                                                                        | 2001      | Michel Vaultier                  |                                  |                                     |
| mars 2001                                                                                   | fév. 2018 | Gérard Duvernois                 | UMP                              | Agriculteur                         |
| fév. 2018                                                                                   | mai 2020  | Martine Degrugillier             |                                  |                                     |
| mai 2020                                                                                    | déc. 2021 | Christine Ferey                  |                                  | Chef d’entreprise                   |
| fev. 2022                                                                                   | En cours  | Alain Noël                       |                                  | Retraité de l'industrie alimentaire |
| Une partie des données est issue d'une liste établie par Jean Pouëssel et Gérard Duvernois. |           |                                  |                                  |                                     |

## Démographie
L'évolution du nombre d'habitants est connue à travers les recensements de la population effectués dans la commune depuis 1793. Pour les communes de moins de 10 000 habitants, une enquête de recensement portant sur toute la population est réalisée tous les cinq ans, les populations de référence des années intermédiaires étant quant à elles estimées par interpolation ou extrapolation. Pour la commune, le premier recensement exhaustif entrant dans le cadre du nouveau dispositif a été réalisé en 2007.
En 2022, la commune comptait 127 habitants, en évolution de −13,61 % par rapport à 2016 (Manche : −0,31 %, France hors Mayotte : +2,11 %).
| 1793 | 1800 | 1806 | 1821 | 1831 | 1836 | 1841 | 1846 | 1851 |
| ---- | ---- | ---- | ---- | ---- | ---- | ---- | ---- | ---- |
| 339  | 420  | 380  | 432  | 356  | 359  | 348  | 382  | 385  |

| 1856 | 1861 | 1866 | 1872 | 1876 | 1881 | 1886 | 1891 | 1896 |
| ---- | ---- | ---- | ---- | ---- | ---- | ---- | ---- | ---- |
| 379  | 358  | 353  | 298  | 299  | 308  | 304  | 303  | 297  |

| 1901 | 1906 | 1911 | 1921 | 1926 | 1931 | 1936 | 1946 | 1954 |
| ---- | ---- | ---- | ---- | ---- | ---- | ---- | ---- | ---- |
| 268  | 251  | 249  | 197  | 180  | 194  | 187  | 209  | 194  |

| 1962 | 1968 | 1975 | 1982 | 1990 | 1999 | 2006 | 2007 | 2012 |
| ---- | ---- | ---- | ---- | ---- | ---- | ---- | ---- | ---- |
| 160  | 161  | 298  | 121  | 101  | 117  | 135  | 137  | 157  |

| 2017 | 2022 | - | - | - | - | - | - | - |
| ---- | ---- | - | - | - | - | - | - | - |
| 138  | 127  | - | - | - | - | - | - | - |

## Économie
La commune se situe dans la zone géographique des appellations d'origine protégée (AOP) Beurre d'Isigny et Crème d'Isigny.

## Lieux et monuments

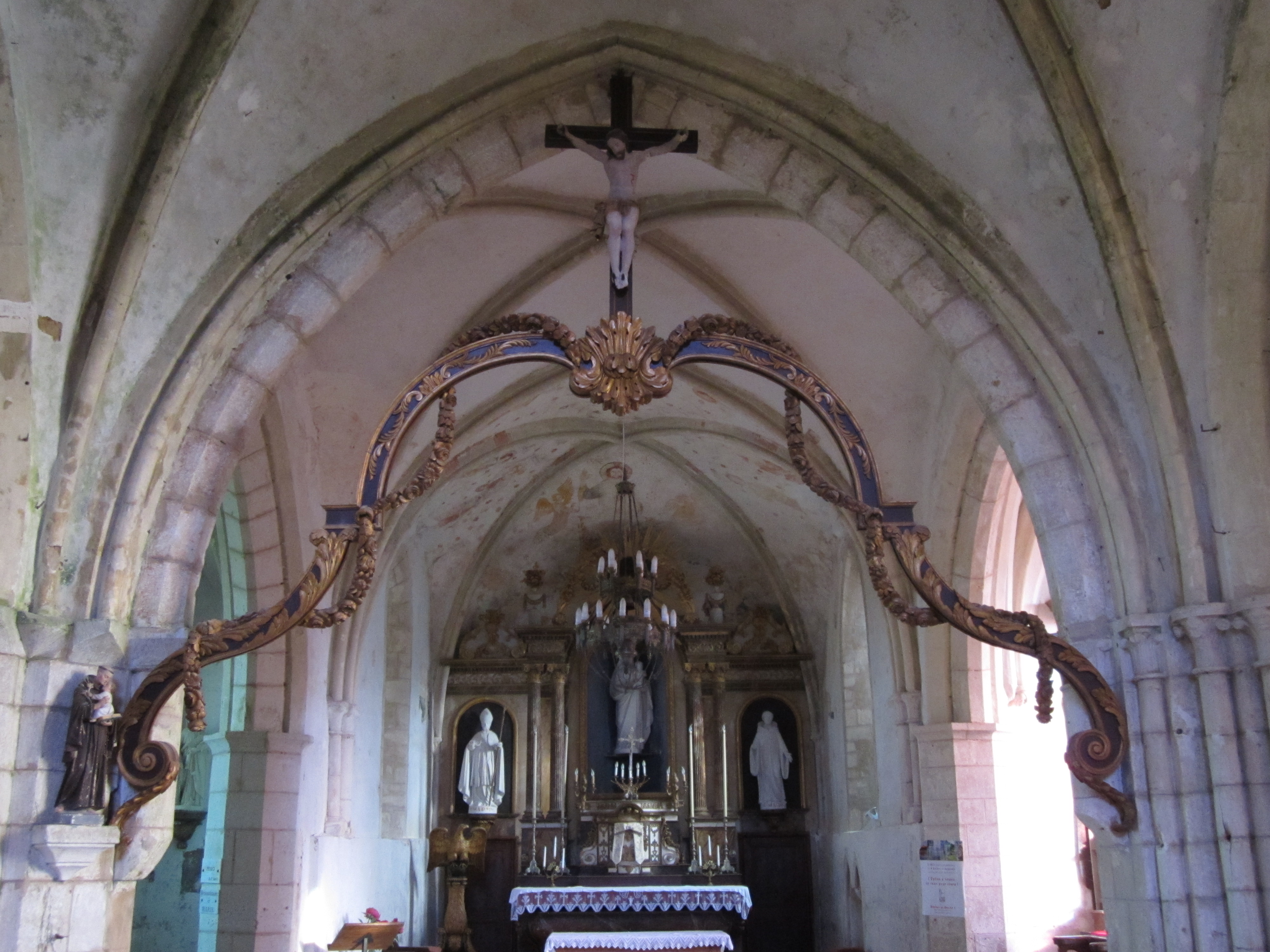
La poutre de gloire.

- Église Notre-Dame des XIIe, XVe – XXe siècles, classée au titre des monuments historiques par arrêté du 27 août 2010 et inscrite à l'IGPC[39], avec son chœur des XIIe-XIIIe, ses fenêtres flamboyantes de la façade et d'un transept, son clocher carré à toit en bâtière et sa croix de faîtage du XVe. Elle abrite une belle poutre de gloire classée au titre objet aux monuments historiques ; un tableau le christ enfant couché sur la croix classé en 1908 a quant à lui disparu et fut déclassé en 1936[40]. Sont également conservés un maître-autel, une chaire à prêcher et un lutrin du XVIIIe, des fonts baptismaux du XVIIe, une verrière du XXe de M. Bordereau.

Lors de la Seconde Guerre mondiale, le 795e bataillon allemand de Géorgiens se retrancha dans l'église.
- Manoir de la Bonneville du XVIe siècle.
- Manoir de Bellefond et son colombier des XVIIe – XVIIIe siècles. Il fut détruit en 1944 et reconstruit. Il est inscrit à l'IGPC[41].
- Manoir de Turqueville du XVIIIe siècle dit les « Quatre étoiles », aménagé en chambres d'hôtes.
- Grange à dîmes du XVIIe siècle inscrite en 1986 à l'IGPC[42].
- Grand lavoir communal à découvert.
- Croix de chemin de la Maillère du XVIIIe siècle ; selon une tradition le fût de la croix serait une ancienne borne miliaire. Elle est inscrite à l'IGPC[43].
- Croix de cimetière du XVe siècle inscrite en 1986 à l'IGPC[44], if funéraire, et calvaire du XVe siècle.

## Personnalités liées à la commune
Le peintre Jean-François Millet épousa en premières noces Pauline Ono-Dit-Biot (1821-1844), dont la famille maternelle, les Roumy, était originaire de Turqueville. Le peintre séjourna plusieurs fois à Turqueville où il fit de nombreux portraits. Des portraits de Pauline, de sa mère, Virginie Ono-Dit-Biot née Roumy, et de sa grand-mère maternelle sont conservés au Musée Thomas-Henry de Cherbourg-en-Cotentin.
Le chanteur Gérard Lenorman a également passé des vacances à Turqueville, chez sa grand-mère, Augustine Lenormand, née Clin (1883-1969). Il aurait fait ses première gammes sur l'harmonium paroissial de Turqueville.